# Michele Sanmicheli

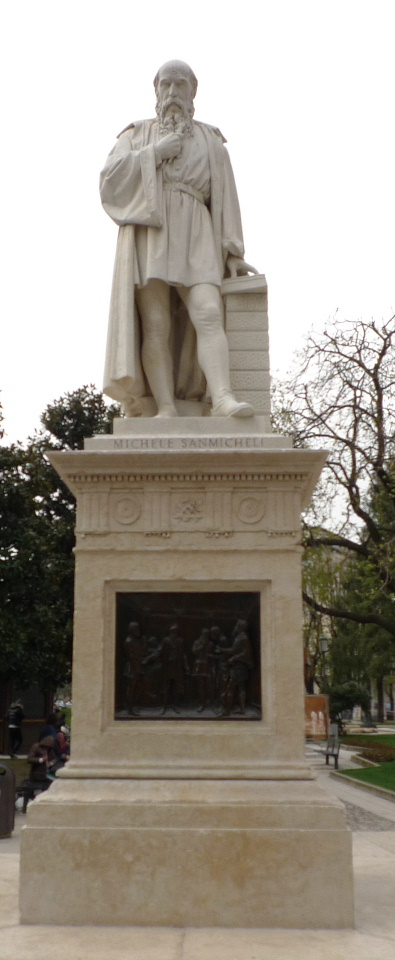
Monumentul lui Sanmicheli din Verona

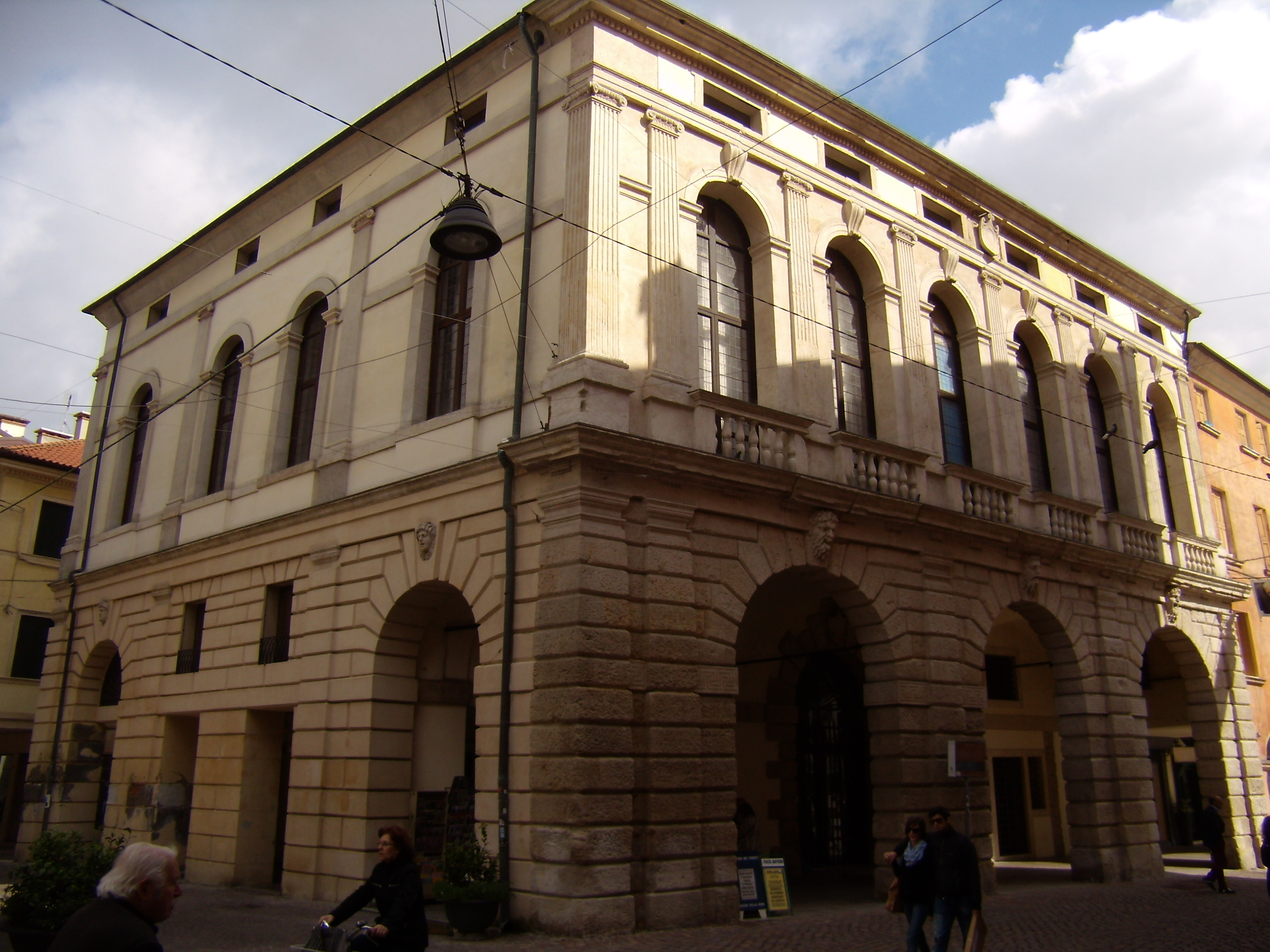
Palazzo Roncale, Rovigo

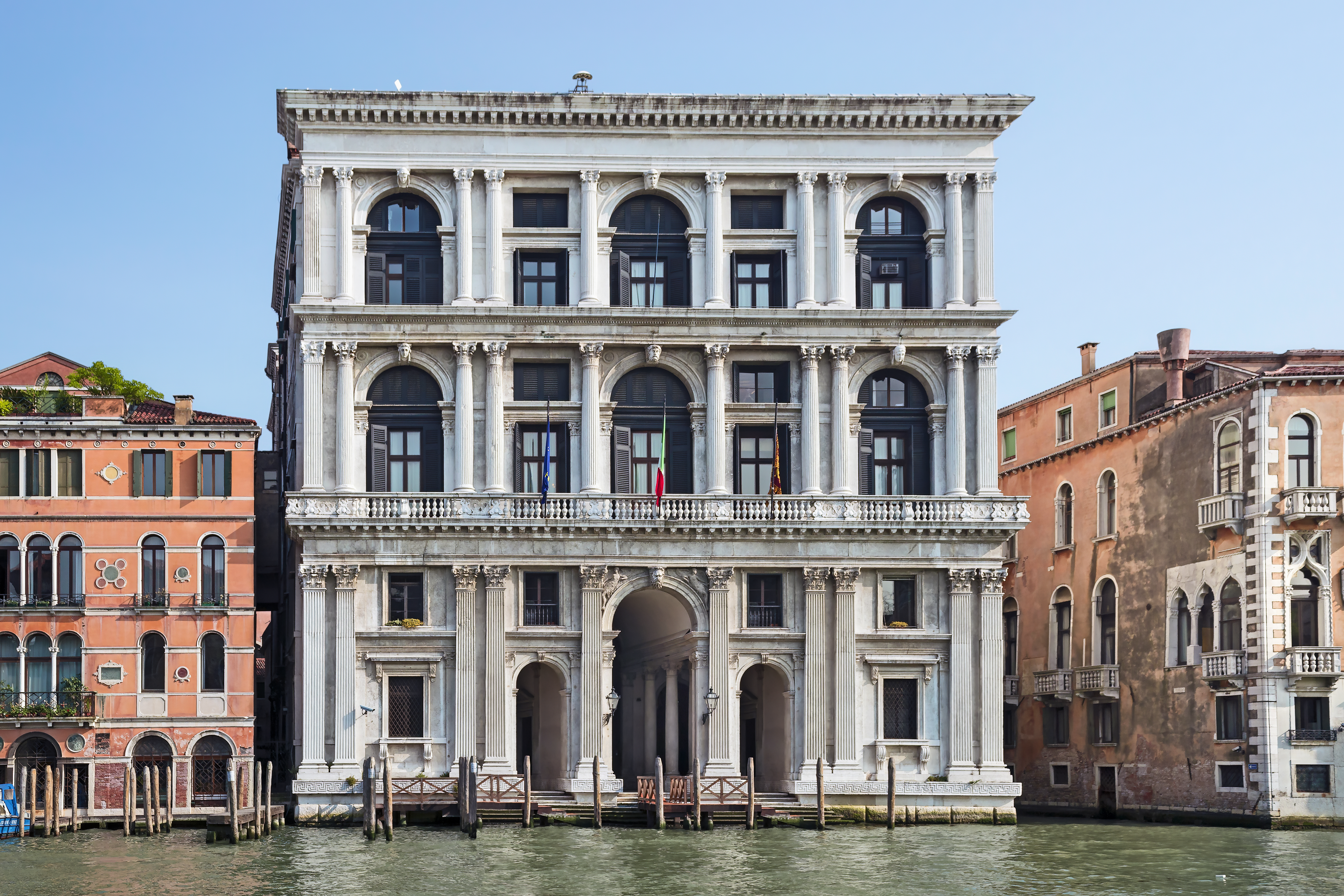
Palazzo Grimani, Veneția

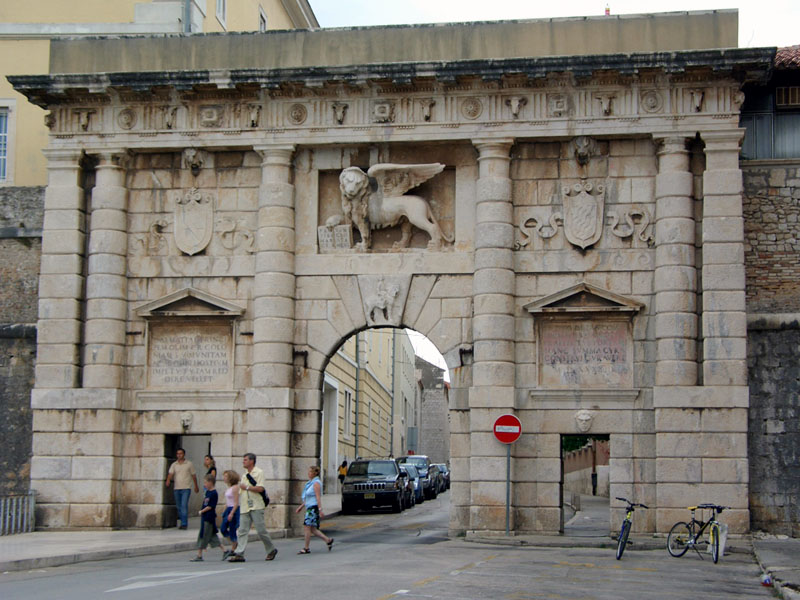
Porta Terraferma, Zadar (1543)

Michele Sanmicheli (n. 1484, Verona – d. 1559) a fost un arhitect italian al Renașterii târzii.

## Viața
Sanmicheli a studiat la Roma cu Donato Bramante și a lucrat mult timp la Vatican. În 1528 intră în serviciul Republicii Venețiene, extinzând și refăcând aproape toate fortificațiile orașele și consolidând insula Lido (1535–1549). În Verona a lucrat la vechiul zid al orașului cu porți impozante, printre care Porta Nuova. A construit, de asemenea, palatele Bevilacqua și Pompei din Verona și Palazzo Grimani din Veneția. Biserica Madonna di Campagna din Verona, ale cărei planuri le-a realizat, a fost executate abia după moartea sa, ca și fortul de pe insula Sant'Andrea care permitea supravegherea vaselor ce intrau în portul Veneția. 
Clădirile lui Sanmicheli sunt recunoscute prin stilul lor impozant cu zidărie rusticizată la parter și cu elemente manieriste.

## Lucrări
Datele multor clădiri variază în literatura de specialitate:
- Cappella Petrucci sub San Domenico (1516–1524, Orvieto)
- Cetatea Candia (1523, Iraklion, Creta)
- Cappella Pellegrini la San Domenico (1528–1538, Verona)
- Palazzo Canossa (după 1527, Verona)
- Zidul orașului din Chania cu mai multe bastioane (1536, Chania, Creta)
- Porta Nuova (1533–1540, Verona)
- Palazzo Bevilacqua (după 1534, Verona)
- Palazzo Pompei (după 1535, Verona)
- Cetatea din Rethymno (1540, Rethymno, Creta)
- Villa Brenzone (1541–1550, Punta San Vigilio)
- Porta San Zeno (1542, Verona)
- Palatul Corner Spinelli (după 1542, Veneția) - remodelarea fațadei
- Porta Terraferma (1543, Zadar, Croația)
- Porta Palio (1550-1557, Verona)
- Palazzo Grimani (începând cu 1556, Veneția)
- Madonna di Campagna (începând cu 1559, Verona)
- Fortificații în Brescia, Bergamo, Veneția (pe insula Sant'Andrea), Zadar și pe insulele Creta și Corfu

## Galerie

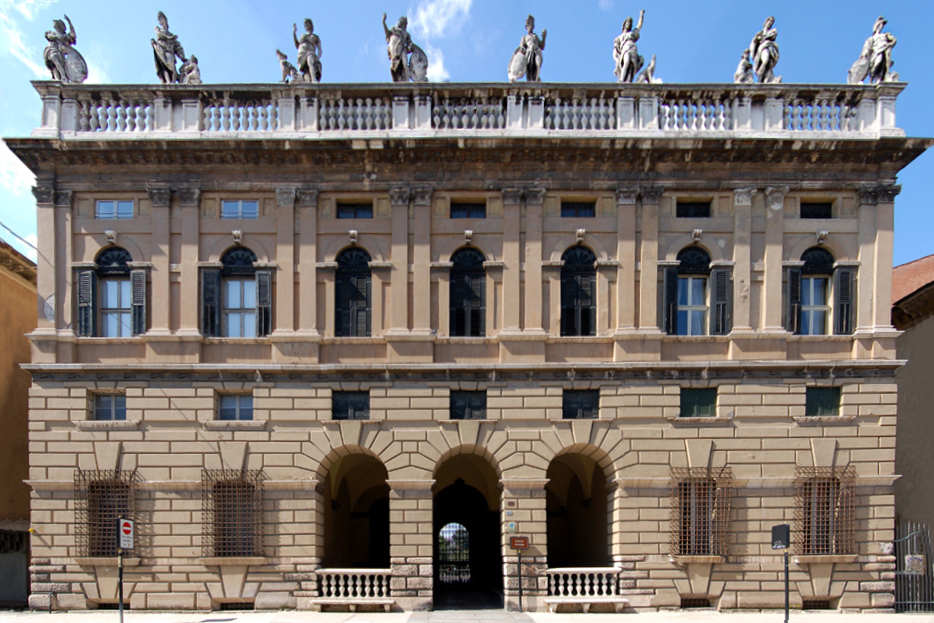
Palazzo Canossa
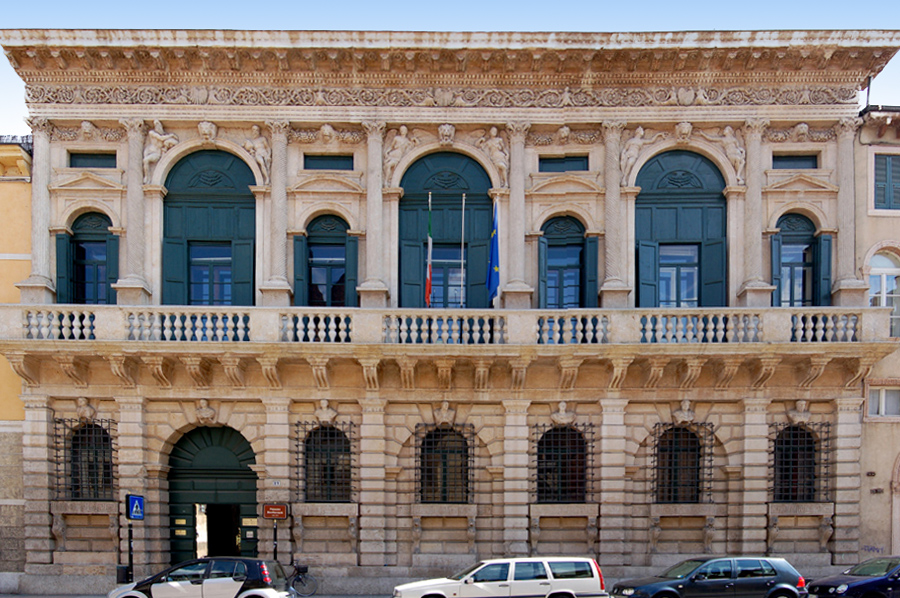
Palazzo Bevilacqua
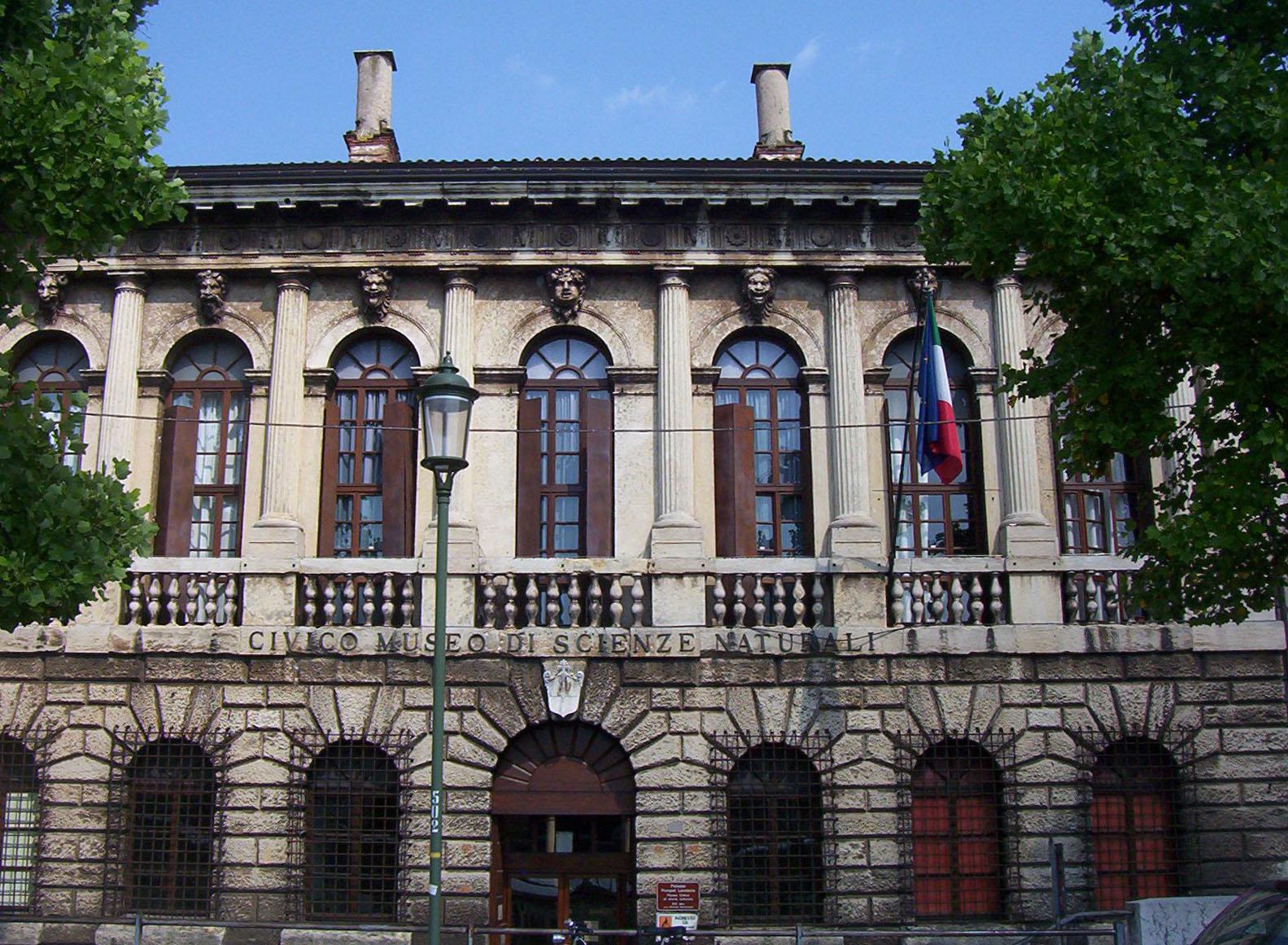
Palazzo Pompei